# سفين نيوبورت
سفين نيوبورت (بالهولندية: Sven Nieuwpoort) (13 أبريل 1993 بدن هيلدر في هولندا - ) هو لاعب كرة قدم هولندي في مركز الدفاع. شارك مع منتخب هولندا تحت 19 سنة لكرة القدم. أما مع النوادي، فقد لعب مع أياكس أمستردام وغو أهد إيغلز وشباب أياكس والمير سيتي.

## وصلات خارجية
- سفين نيوبورت على موقع الاتحاد الأوربي (الإنجليزية)
- سفين نيوبورت على موقع قاعدة بيانات كرة القدم.إي يو (الإنجليزية)
- سفين نيوبورت على موقع Soccerway.com (الإنجليزية)
- سفين نيوبورت على موقع عالم كرة القدم.نت (الإنجليزية)